# チャーマ・ラージャ3世
チャーマ・ラージャ3世（Chama Raja III, 1492年9月29日 - 1553年2月17日）は、南インドのカルナータカ地方、マイソール王国の君主（在位：1513年 - 1553年）。

## 生涯
1513年、父チャーマ・ラージャ2世が死亡したため、チャーマ・ラージャ3世が王位を継承した。
チャーマ・ラージャ3世の治世は40年にも及び、その間に首都マイソールには城塞が建設された。また、彼はヴィジャヤナガル王国の君主クリシュナ・デーヴァ・ラーヤに自身の娘を嫁がせ、1520年のライチュールの戦いにも参加している。
1553年2月17日、チャーマ・ラージャ3世は死亡し、息子のティンマ・ラージャ2世が王位を継承した。